# 伊藤派一刀流
伊藤派一刀流（いとうはいっとうりゅう）とは、伊藤一刀斎が創始した一刀流のうち伊藤忠也（伊藤典膳）の系統のことで、正式名称は小野派と同様に「一刀流兵法」であるが他系統の一刀流と区別する為に伊藤派一刀流、忠也派一刀流などと呼ばれる。

## 概要
伊藤忠也は、一刀流二祖の小野忠明の弟とも実子とも言われており小野忠明（伊藤一刀斎とも言われる）に一刀流を学び、忠明より「師（一刀斎）に勝る」と一刀流三祖を継承した証として瓶割刀を授けられ、さらに姓を流祖・伊藤一刀斎の家名である伊藤に改めたと伝えられる。
忠也以降の系統は筆頭弟子である亀井忠雄が、瓶割刀と流祖、三祖の伊藤姓（遠慮して「井藤」と改めた）を継承した他、数人の継承者がそれぞれに流儀を発展させていった。
井藤忠雄は甲府藩主・徳川綱豊（後の徳川家宣）に仕え、剣術だけでなく弓術においても達人であったと伝えられている。
伊藤派一刀流の内容は、伊藤一刀斎が鐘捲自斎より授かった五点の形を最初に教えることがほぼ共通しているが、それぞれの系統によって内容が異なる。
居合や柔術などを付加した系統もある。

## 主な継承者
- 井藤平右衛門忠雄　　（嫡流 四世）
- 溝口新五左衛門正勝　　（溝口派、忠也派、甲源一刀流等）
- 根来八九郎重明　　（一刀新流、天心独明流等）
- 間宮五郎兵衛久也　　（間宮一刀流等）
- 古谷次郎左衛門信知　　（小野派[注釈 3]、神武一刀流等）